# Felix van Urgell
Felix van Urgell (vóór 781 – Lyon, 818) was een Spaanse bisschop en theoloog.
Felix van Urgell werd waarschijnlijk opgevoed in het klooster van Sant Serni de Tavèrnoles. 
Vanaf 790 propageerde de bisschop van Toledo, Elipandus, zijn voorkeur voor een adoptianistische christologie. Hij werd daarbij gesteund door de bisschoppen Felix van Urgell en Ascarius van Braga.
Er ontstond een briefwisseling tussen Felix en Elipandus. Felix schreef in 783 dat volgens hem Christus als God werkelijk en van nature de zoon van God was. Als mens was Christus volgens hem slechts de zoon van God in naam en door adoptie. 
De theorie werd door Elipandus openlijk gepresenteerd tijdens een concilie in 784 in Sevilla. De bisschop van Toledo verspreidde deze doctrine in de zuidelijke delen van Spanje, terwijl Felix het adoptionisme uitdroeg in Urgell en in de Languedoc. 
Vanaf 711 waren de Moren begonnen met hun opmars op het Iberisch Schiereiland onder Tarik ibn Zijad. Dit ging gepaard met islamisering. De islam ziet Jezus niet als God, of als zoon van God maar als een profeet. Volgens het christendom heeft Jezus een goddelijke en een menselijke natuur. Het lijkt erop dat het adoptianisme een poging was van Elipandus en Felix om een beeld van Christus te scheppen dat meer overeenkwam met de islam, juist om de islamisering een halt toe te roepen, maar dit is niet gelukt. Het christelijke geloof was op het hoogtepunt van de Moorse invloed op het Iberische schiereiland minder verspreid dan de islam.
Volgens paus Adrianus I en de meeste van de Romeinse bisschoppen betekende het adoptianisme dat de Christusfiguur werd opgedeeld in twee aparte personen, hetgeen een terugkeer naar de dwaling volgens de leer van Nestorius zou betekenen. Felix werd daarom door paus Adrianus tot ketter uitgeroepen en moest zijn mening herzien. Het adoptianisme werd tot onderwerp van het concilie van Narbonne in 788 en in Regensburg in 792. Daar moest hij in aanwezigheid van Karel de Grote het adoptianisme afzweren. Vervolgens reisde hij naar Rome waar hij aan de paus zijn geloof betuigde. Terug in Spanje ging hij echter gewoon door met het verspreiden van zijn adoptianistische ideologie. 
Zijn grootste tegenstanders in Spanje waren de bisschoppen Beatus van Liébana en Etherius van Osma. Door sommige historici wordt de theologische strijd gezien als een politieke kwestie, waarbij het koninkrijk Asturië probeerde zich aan de invloed van de bisschop van Toledo te onttrekken. Buiten Spanje was het vooral de theoloog Alcuinus van York, in dienst van Karel de Grote, die de oppositie tegen de adoptianisten leidde.
Bij het concilie van Frankfurt in 794 kwam de kwestie opnieuw aan de orde. Tijdens het concilie in Rome in 798 werd Felix op verzoek van Karel de Grote door paus Leo III veroordeeld en in de ban gedaan. Dit gebeurde nogmaals tijdens het Concilie van Aken in 816. Felix bleef zich echter verzetten. Hij raakte zijn bisdom kwijt, mocht niet naar Urgell terugkeren en stierf ten slotte in Lyon. Agobard van Lyon beweerde later dat hij papieren had gevonden waaruit bleek dat Felix tot aan zijn dood in het adoptianisme was blijven geloven.
Claudius, bisschop van Turijn, werd onder toezicht van Felix opgevoed en onderwezen. 
- Biblioteca Nacional de España: XX1417578
- Gemeinsame Normdatei: 100941249
- International Standard Name Identifier: 0000 0000 5938 2083
- Library of Congress Control Number: n92066891
- Nationale Bibliotheek van Israël: 987007520770005171
- Virtual International Authority File: 56013632
- WorldCat: E39PBJq6Wpt7DFxJKDfKk6jpyd